# Двулучевая функция отражательной способности

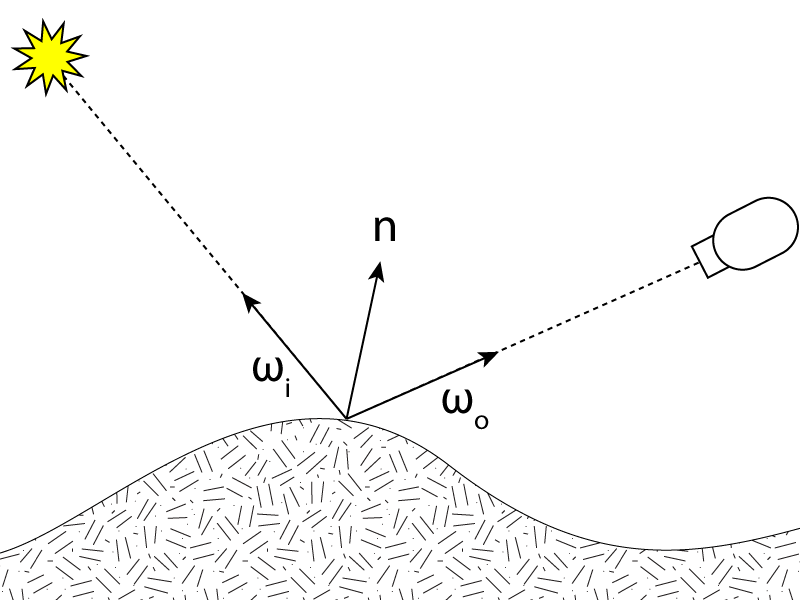
Рисунок, показывающий векторы, используемые в ДФОС. Все векторы — единичной длины. направлен на источник света. направлен на наблюдателя. — нормаль к поверхности.

Двулучевая функция отражательной способности (ДФОС, англ. Bidirectional reflectance distribution function — BRDF) {\displaystyle f_{r}(\omega _{i},\omega _{o})} — четырёхмерная функция, определяющая, как свет отражается от непрозрачной поверхности. Параметры функции — направление входящего света {\displaystyle \omega _{i}} и направление выходящего света {\displaystyle \omega _{o}}, которые определены относительно нормали к поверхности {\displaystyle \mathbf {n} }. Функция возвращает отношение отражённой яркости вдоль {\displaystyle \omega _{o}} к освещённости на поверхности с направления {\displaystyle \omega _{i}}.
Стоит заметить, что каждое направление {\displaystyle \omega } само по себе зависит от азимутального угла {\displaystyle \phi } и зенитного угла {\displaystyle \theta } (зенитный также называют полярным углом), вследствие чего ДФОС является функцией четырёх переменных. ДФОС измеряется в ср−1, где стерадиан (ср) — единица измерения телесного угла.

## Определение
Впервые ДФОС была определена Эдвардом Никодемусом в 1965 году. Современное определение данной функции таково:
{\displaystyle f_{r}(\omega _{i},\omega _{o})={\frac {dL_{r}(\omega _{o})}{dE_{i}(\omega _{i})}}={\frac {dL_{r}(\omega _{o})}{L_{i}(\omega _{i})\cos \theta _{i}\,d\omega _{i}}}} ,
где {\displaystyle L} — яркость, {\displaystyle E} — освещённость, и {\displaystyle \theta _{i}} — угол между направлением {\displaystyle \omega _{i}} и нормалью {\displaystyle n}.

## Функции, связанные с ДФОС
Пространственная функция двунаправленного распределения отражения (англ. Spatially-varying Bidirectional Reflectance Distribution Function, SVBRDF) — это 6-мерная функция, {\displaystyle f_{r}(\omega _{i},\omega _{o},\mathbf {x} )}, где {\displaystyle \mathbf {x} } описывает 2D расположение на поверхности объекта.
Двунаправленная текстурная функция (англ. Bidirectional Texture Function, BTF) подходит для моделирования неровных поверхностей и имеет те же параметры, что и SVBRDF; кроме того, BTF включает рассеивающие эффекты, такие как тени, внутренние отражения и подповерхностные рассеивания. Функции, определённые BTF в каждой точке поверхности, называются видимыми BRDF.
Функция двунаправленного поверхностного рассеивания отражения (англ. Bidirectional scattering distribution function, BSSRDF) — более обобщённая 8-мерная функция {\displaystyle S(\mathbf {x} _{i},\omega _{i},\mathbf {x} _{o},\omega _{o})}, в которой свет, падающий на поверхность, может рассеяться внутри неё и выйти из другой точки.
Во всех этих случаях зависимость от длины волны не учитывалась и была скрыта в каналах RGB. В действительности же ДФОС зависит от длины волны, и для подсчёта таких эффектов, как иризация или люминесценция, зависимость от длины волны должна быть задана явно: {\displaystyle f_{r}(\lambda _{i},\omega _{i},\lambda _{o},\omega _{o})}.

## ДФОС в физике
ДФОС в физике обладают дополнительными свойствами, например,
- неотрицательность: {\displaystyle f_{r}(\omega _{i},\omega _{o})\geq 0}
- удовлетворяет равенству Гельмгольца: {\displaystyle f_{r}(\omega _{i},\omega _{o})=f_{r}(\omega _{o},\omega _{i})}.
- сохранение энергии: {\displaystyle \forall \omega _{i},\int _{\Omega }f_{r}(\omega _{i},\omega _{o})\,\cos {\theta _{o}}d\omega _{o}\leq 1}

## Применение
ДФОС — основная радиометрическая концепция, и поэтому используется в компьютерной графике для фотореалистичного рендеринга искусственных сцен (см. уравнение рендеринга), а также в компьютерном зрении для решения многих обратных задач, таких как распознавание объектов.
ДФОС (BRDF) является основным инструментом при моделировании шероховатых поверхностей с заданными свойствами, такими как: необходимые углы отражения, углы наклона микрограней шероховатых поверхностей и их светопоглощающая и светоотражающая способности. Такие поверхности применяются в изготовлении внешних защитных слоев солнечных батарей, солнечных коллекторов и космического оборудования.

## Модели
ДФОС могут быть напрямую построены по реальным объектам, используя откалиброванные камеры и источники света; тем не менее, было предложено много феноменологичных и аналитических моделей, включая модель отражения Ламберта, часто используемых в компьютерной графике. Некоторые полезные особенности новейших моделей:
- Анизотропное отражение
- Редактирование с использованием небольшого количества интуитивных параметров
- Учёт эффектов Френеля при скользящих углах
- Хорошо сочетается с методом Монте-Карло.

Войцех и обнаружил, что интерполяция измеренной выборки приводит к реалистичным результатам и проста для понимания.

### Примеры
- Модель отражения Ламберта, превосходно отображающая диффузные поверхности (зависит только от зенитного угла падения {\displaystyle f_{r}=\cos(\theta _{i})}).
- Ломмеля-Зелигера, отражение Луны и Марса.
- Модель Фонга, феноменологическая модель, похожая на отражение от пластмассовой поверхности.[4]
- Модель Блинн-Фонга, похожая на модель Фонга, но подсчитывающая некоторые величины путём интерполяции, тем самым снижая количество вычислений.[5]
- Модель Торранса-Спарроу, модель, представляющая поверхность как распределение идеально отражающих граней.[6]
- Модель Кука-Торренса, модель отражающих микрограней (Торренса-Спарроу) с учётом длины волны, таким образом учитывая смещение цвета.[7]
- Анизонтропная модель Варда, модель отражающих микрограней с функцией распределения, зависящей от тангенсальной ориентации (ориентация по отношению к касательной) поверхности (вдобавок к нормали к поверхности).[8]
- Модель Орена-Наяра, модель идеально рассеивающих (лучше, чем зеркальные) микрограней.[9]
- Модель Эшкмина-Ширли, включающая анизонтропное отражение.[10]
- HTSG (He,Torrance,Sillion,Greenberg), всеобъемлющая физическая модель.[11]
- Встроенная модель Лафортуна, обобщение модели Фонга с несколькими отражающими долями, предназначенная для подготовки измеренных величин.[12]
- Модель Лебедева, сеточно-аналитическое приближение ДФОС.[13]
- Модель ДФОС глянцевитой краски Б. К. П. Хорна.[14]

## Измерение
Традиционно ДФОС измерения проводились для конкретных направлений света и обзора, используя гониорефлектометр. Довольно плотные измерения ДФОС на таком оборудовании занимают слишком много времени. Одним из первых улучшений было использоание полупрозрачного зеркала и цифровой камеры для единовременного взятия множества ДФОС-образцов плоского участка. С тех пор многие исследователи изобрели свои устройства для эффективного замерения ДФОС по реальным образцам, и это всё ещё остаётся большой областью для исследований.
Альтернативным способом является восстановление ДФОС по фотоизображениям с широким динамическим диапазоном яркости. Стандартным путём является получение выборки значений (или облака) точек ДФОС по фотоизображению и оптимизация этой выборки с использованием одной из моделей ДФОС.